# Conrado de Wittelsbach
Conrado de Wittelsbach, em alemão:  Konrad von Wittelsbach (1120 - 25 de outubro de 1200) foi um cardeal bávaro, Arcebispo de Mogúncia e Deão do Sagrado Colégio dos Cardeais.

## Biografia
Era o quarto filho do Conde Palatino da Baviera Oto IV, conde de Wittelsbach-Scheyern e sua esposa Heilika von Pettendorf. A sua formação inicial foi na escola da catedral de Salzburgo, mais tarde, estudou em Paris e em Bolonha.
Eleito Arcebispo de Mainz em maio de 1161 e nomeado Arquichanceler da Germânia, mas em 1167, a famosa biblioteca e a antiga catedral de Mainz foram destruídas por um incêndio. Perseguido pelo imperador Frederico I Barbarossa, porque ele não tinha apoiado o antipapa Vítor IV, procurou refúgio com o Papa Alexandre III em Sens.
Foi criado cardeal-presbítero de São Marcelo no consistório de 1163, celebrado em Sens. Ele acompanhou o Papa no final de novembro 1163 a Roma. Recebeu a consagração episcopal do Papa Alexandre III. Nomeado cardeal-bispo de Sabina, em 1163, mantendo a Sé de Mainz. Subscreveu bulas papais emitidas entre 18 de março de 1166 e 6 de agosto de 1177, entre 10 agosto de 1177 e 12 de abril de 1179 e 30 de abril e 5 de junho de 1182. Estabeleceu uma estreita amizade com o arcebispo Thomas Becket de Canterbury, futuro mártir e santo. Legado da Baviera, entre 1169-1171 e 1173-1177.
Conforme o contrato de Anagni, o cardeal Conrado renunciou em 1 de agosto de 1177, em Veneza, à arquidiocese de Mainz nas mãos do Papa Alexandre III, e em 9 de agosto, com base no artigo 12 da paz de Veneza, e de acordo com Imperador Frederico Barbarossa, o capítulo da catedral de Salzburgo escolheu o cardeal como seu arcebispo e o papa conferiu-lhe a legação de toda a Germânia, tendo o imperador investido-o imediatamente após a eleição pelo capítulo, e da confirmação pelo papa foi feito por um certificado de 14 de junho de 1178. Nesse mesmo ano, ele realizou um sínodo provincial em Hohenau, ele construiu um mosteiro, onde o corpo de São Virgílio, apóstolo dos Carintianos e bispo de Salzburgo, foi exposto. Em homenagem ao seu amigo assassinado Arcebispo Becket de Canterbury, ele consagrou, em 17 de março de 1178, o restaurado "Felsenkapelle" nas catacumbas do cemitério de St. Peter, em Salzburgo, e também estabeleceu a primeira festa do padroeiro de São Tomás Becket no sul da Alemanha.
Ele participou do Terceiro Concílio de Latrão, de 1179, que estabeleceu que para ser canonicamente eleito papa, o candidato teve que receber dois terços dos votos dos cardeais que participam do conclave. Por uma bula papal de 1179, ele e seus sucessores tiveram a dignidade e os poderes de um legado apostólico permanente (legatus natus) para a província eclesiástica de Salzburgo e a ele também foi concedido o direito de nomear os bispos de Gurk, um uso ampliado do pálio, o porte de uma cruz diante dele em procissões, e a montaria em um cavalo branco (palfrey) nos feriados santos.
Tornou-se arcebispo de Mainz novamente em novembro de 1183, depois da paz de Veneza, entre o papa e o imperador, ele reviveu as visitações e celebrações dos sínodos (1184, 1188, 1194 e 1196) e favoreceu aos Agostinianos e Premonstratenses. Torna-se Decano do Colégio dos Cardeais em 1181.
Legado na Hungria para reconciliar os dois irmãos do rei, Emérico e André. Embora fosse cardeal-bispo de Sabina, ele se tornou protopresbítero em 1196. Em abril de 1197, ele liderou um exército da Terceira Cruzada à Terra Santa como legado do Papa Celestino III. Tomou parte na sucessão do rei de Antioquia, em 6 de janeiro de 1199, com a permissão papal, o cardeal Conrado coroou Leão II como rei da Armênia, no final daquele ano, ele voltou para a Germânia com novos poderes legatinos.
Em abril de 1200, ele foi capaz de estabelecer uma trégua entre os Hohenstaufen e Guelfos na Germânia.
Faleceu em 25 de outubro de 1200, retornando da Terra Santa, em Neustadt an der Aisch, sendo sepultado na Catedral de Mainz, que ele ajudou a reconstruir em 1167.

## Conclaves
- Eleição papal de 1181 - participou da eleição do Papa Lúcio III
- Eleição papal de 1185 - participou como deão da eleição do Papa Urbano III
- Eleição papal de outubro de 1187 - participou como deão da eleição do Papa Gregório VIII
- Eleição papal de dezembro de 1187 - participou como deão da eleição do Papa Clemente III
- Eleição papal de 1191 - participou como deão da eleição do Papa Celestino III
- Eleição papal de 1198 - participou como deão da eleição do Papa Inocêncio III